# Registry of Research Data Repositories

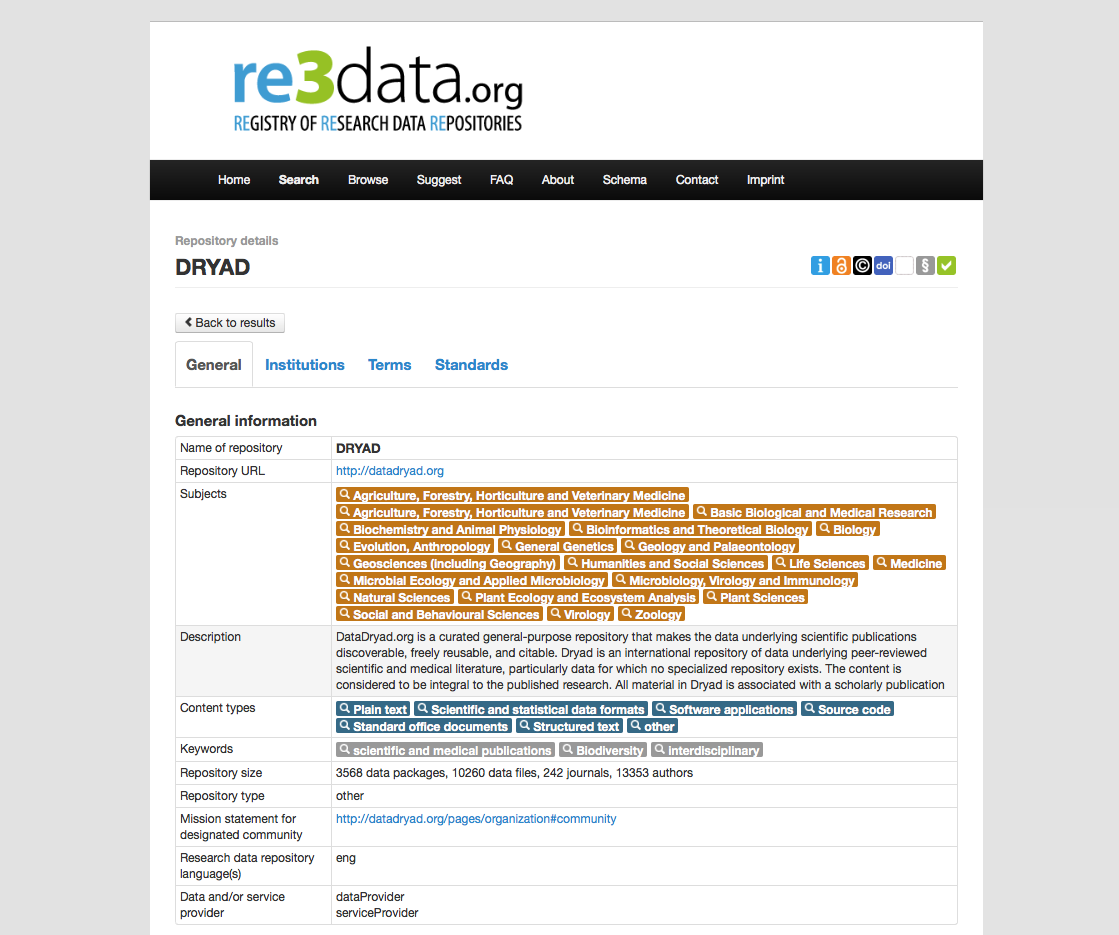
Beispiel eines Eintrags in re3data.org

Das Registry of Research Data Repositories (re3data.org) ist ein Open-Science-Werkzeug, welches einen Überblick über existierende Repositorien für Forschungsdaten bietet. Betreibende Institutionen sind die Universitätsbibliothek des Karlsruher Institut für Technologie, das Institut für Bibliotheks- und Informationswissenschaft (Berlin) der Humboldt-Universität zu Berlin, das Helmholtz Open Science Office der Helmholtz-Gemeinschaft Deutscher Forschungszentren und die Purdue University.
Es hilft Wissenschaftlern, Forschungsförderern, Bibliotheken usw. dabei, ein geeignetes Repository für das Speichern von Forschungsdaten zu finden. Im Jahr 2023 weist das Verzeichnis über 3000 Forschungsdatenrepositorien nach. Diese werden anhand eines umfangreichen Metadatenschemas beschrieben. Seit 2020 fördert die Deutsche Forschungsgemeinschaft die Weiterentwicklung von re3data im Rahmen des Projektes „re3data – Community Driven Open Reference for Research Data Repositories (COREF)“. Als Werkzeug für das Forschungsdatenmanagement ist re3data in vielen Richtlinien zum Umgang mit Forschungsdaten verankert. Z.B. in den Open-Science-Policies der Europäischen Kommission im Forschungsrahmenprogramm Horizont 2020 oder in den Richtlinien des Europäischen Forschungsrates zum Umgang mit digitalen Forschungsdaten.